# Kalun He
Kalun He är ett vattendrag i Kina. Det ligger i provinsen Jilin, i den nordöstra delen av landet, omkring 54 kilometer väster om provinshuvudstaden Changchun.
Genomsnittlig årsnederbörd är 845 millimeter. Den regnigaste månaden är augusti, med i genomsnitt 190 mm nederbörd, och den torraste är januari, med 10 mm nederbörd.